# 사자궁
사자궁(獅子宮, , Leo)은 사자자리 성좌에서 유래한 황도대의 다섯 번째 점성술의 별자리이다. 이것은 황도 좌표계의 125.25도부터 152.75도에 해당하는 회귀황도대의 120~150도에 걸쳐 있는데, 태양은 매년 평균 7월 23일과 8월 22일 사이에 이 구간을 지난다.
항성황도대 점성술에서, 태양은 일반적으로 (거의) 8월 16일부터 9월 15일까지 사자자리를 지난다.

## 관련 행성과 특징
점성술에서 한 행성의 거주지는 그것이 주인 지위를 가지는 별자리이다. 사자자리의 주인이라 불리는 행성은 태양이다.

## 같이 보기
- 천문 기호
- 띠 (생초)
- 사이 (점성술)

## 참고 문헌

### 인용
1. ↑  Heindel, 81쪽.

### 자료
- Heindel, Max (1919). 《Simplified Scientific Astrology: A Complete Textbook on the Art of Erecting a Horoscope, with Philosophic Encyclopedia and Tables of Planetary Hours》 4판. Rosicrucian Fellowship. OCLC 36106074.